# Squash nos Jogos Pan-Americanos de 2023
As competições de squash nos Jogos Pan-Americanos de 2023 em Santiago, no Chile, foram realizadas de 31 de outubro a 5 de novembro de 2023 no Centro Esportivo de Raquetes.
Sete eventos por medalhas foram disputados em cada gênero: um evento individual, um de duplas e um de equipes, além de um evento de duplas mistas.

## Qualificação
Um total de 50 atletas de squash (25 homens e 25 mulheres) se qualificaram para competir. Cada CON poderia inscrever no máximo seis atletas (três por gênero), exceto aos CONs que qualificaram-se nos Jogos Pan-Americanos Júnior de 2021, em Cáli. A nação-anfitriã, Chile, qualificou automaticamente uma equipe por gênero. Outras sete equipes masculinas e femininas (de três atletas) se qualificaram através de outros torneios classificatórios.

## Nações participantes
Um total de 10 CONs qualificaram pelo menos um atleta em uma das categorias por gênero, entre parênteses encontra-se representada a quantidade de atletas.
- ARG Argentina (3)
- BAR Barbados (3)
- CAN Canadá (6)
- CHI Chile (6)
- COL Colômbia (6)
- EAI Equipe de Atletas Independentes (6)
- ECU Equador (3)
- USA Estados Unidos (7)
- MEX México (7)
- PER Peru (3)

## Medalhistas
Masculino
| Evento           | Ouro                                                                   | Prata                                                         | Bronze                                                                |
| ---------------- | ---------------------------------------------------------------------- | ------------------------------------------------------------- | --------------------------------------------------------------------- |
| Simples detalhes | Diego Elías PER Peru                                                   | Miguel Ángel Rodríguez COL Colômbia                           | César Salazar MEX México                                              |
| Simples detalhes | Diego Elías PER Peru                                                   | Miguel Ángel Rodríguez COL Colômbia                           | Leonel Cárdenas MEX México                                            |
| Duplas detalhes  | Juan Camilo Vargas Ronald Palomino COL Colômbia                        | Leonel Cárdenas César Salazar MEX México                      | Diego Elías Alonso Escudero PER Peru                                  |
| Duplas detalhes  | Juan Camilo Vargas Ronald Palomino COL Colômbia                        | Leonel Cárdenas César Salazar MEX México                      | Josué Enríquez Alejandro Enríquez EAI Equipe de Atletas Independentes |
| Equipes detalhes | Juan Camilo Vargas Ronald Palomino Miguel Ángel Rodríguez COL Colômbia | Roberto Pezzota Leandro Romiglio Jeremías Azaña ARG Argentina | David Baillargeon Graeme Schnell George Crowne CAN Canadá             |
| Equipes detalhes | Juan Camilo Vargas Ronald Palomino Miguel Ángel Rodríguez COL Colômbia | Roberto Pezzota Leandro Romiglio Jeremías Azaña ARG Argentina | Diego Elías Alonso Escudero Rafael Gálvez PER Peru                    |

Feminino
| Evento           | Ouro                                                              | Prata                                                | Bronze                                                  |
| ---------------- | ----------------------------------------------------------------- | ---------------------------------------------------- | ------------------------------------------------------- |
| Simples detalhes | Olivia Fiechter USA Estados Unidos                                | Amanda Sobhy USA Estados Unidos                      | Hollie Naughton CAN Canadá                              |
| Simples detalhes | Olivia Fiechter USA Estados Unidos                                | Amanda Sobhy USA Estados Unidos                      | Marina Stefanoni USA Estados Unidos                     |
| Duplas detalhes  | Laura Tovar Lucía Bautista COL Colômbia                           | Amanda Sobhy Olivia Fiechter USA Estados Unidos      | Meagan Best Margot Prow BAR Barbados                    |
| Duplas detalhes  | Laura Tovar Lucía Bautista COL Colômbia                           | Amanda Sobhy Olivia Fiechter USA Estados Unidos      | Giselle Delgado Ana María Pinto CHI Chile               |
| Equipes detalhes | Amanda Sobhy Olivia Blatchford Olivia Fiechter USA Estados Unidos | Nikole Todd Hollie Naughton Nicole Bunyan CAN Canadá | Meagan Best Amanda Haywood Margot Prow BAR Barbados     |
| Equipes detalhes | Amanda Sobhy Olivia Blatchford Olivia Fiechter USA Estados Unidos | Nikole Todd Hollie Naughton Nicole Bunyan CAN Canadá | Catalina Peláez Laura Tovar Lucía Bautista COL Colômbia |

Misto
| Evento          | Ouro                                                  | Prata                                  | Bronze                                                            |
| --------------- | ----------------------------------------------------- | -------------------------------------- | ----------------------------------------------------------------- |
| Duplas detalhes | Olivia Blatchford Timothy Brownell USA Estados Unidos | Nicole Bunyan George Crowne CAN Canadá | Tabita Gaitán Luis Quisquinay EAI Equipe de Atletas Independentes |
| Duplas detalhes | Olivia Blatchford Timothy Brownell USA Estados Unidos | Nicole Bunyan George Crowne CAN Canadá | Catalina Peláez Miguel Ángel Rodríguez COL Colômbia               |

## Quadro de medalhas
| Ordem | País                                | Medalha de ouro | Medalha de prata | Medalha de bronze |    |
| ----- | ----------------------------------- | --------------- | ---------------- | ----------------- | -- |
| 1     | USA Estados Unidos                  | 3               | 2                | 1                 | 6  |
| 2     | COL Colômbia                        | 3               | 1                | 2                 | 6  |
| 3     | PER Peru                            | 1               |                  | 2                 | 3  |
| 4     | CAN Canadá                          |                 | 2                | 2                 | 4  |
| 5     | MEX México                          |                 | 1                | 2                 | 3  |
| 6     | ARG Argentina                       |                 | 1                |                   | 1  |
| 7     | BAR Barbados                        |                 |                  | 2                 | 2  |
|       | EAI Equipe de Atletas Independentes |                 |                  | 2                 | 2  |
| 9     | CHI Chile                           |                 |                  | 1                 | 1  |
| TOTAL | TOTAL                               | 7               | 7                | 14                | 28 |